# ورا روبین
ورا روبین (انگلیسی: Vera Rubin؛ (۲۳ ژوئیه ۱۹۲۸ – ۲۵ دسامبر ۲۰۱۶) ستاره‌شناس یهودی اهل ایالات متحده آمریکا بود. او با تحقیق بر روی جرم بیش از ۲۰۰ کهکشان، توانست وجود ماده تاریک را اثبات کند. او سال‌ها از بیماری زوال عقل رنج می‌برد.